# Eerschot
Eerschot is een buurtschap die deel uitmaakt van de plaats Sint-Oedenrode en een van de twee historische kernen van deze plaats vormt.
De in het dal van de Dommel gelegen buurtschap was de zetel van de zogenaamde Oude Vrijheid De Dommel, waartoe naast Eerschot ook het naburige Sint-Oedenrode behoorde. Vrijheidsrechten aan dit bezit werden in 1232 verleend door hertog Hendrik I van Brabant, terwijl hertog Jan III van Brabant in 1340 de grens van dit bezit nauwgezet omschreven heeft. Oorspronkelijk betrof het niet veel meer dan de onmiddellijke omgeving van Sint-Oedenrode en Eerschot. In 1404 werden de vrijheidsrechten ook tot het buitengebied uitgebreid door hertogin Johanna van Brabant.
Omstreeks 1100 werd hier een stenen kerkje gebouwd, dat aan Sint-Maarten was gewijd en dat voor het eerst vermeld werd in 1248. Toen werd het patronaatsrecht van de kerk door hertog Hendrik III van Brabant toegekend aan het kapittel van de kerk in Sint-Oedenrode.
In 1400 werd een gotische basiliek gebouwd die eveneens aan Sint-Maarten was gewijd. In 1440 kwam de toren gereed die later als knoptoren bekend zou worden. De Knoptorenkerk werd in 1583 in brand gestoken door Staatse troepen. Verdere wederwaardigheden van kerk en toren staan onder het lemma "knoptoren" vermeld.

## Heden
Tegenwoordig is de omgeving van de kerk een schilderachtig geheel, vooral als deze vanuit de Kerkdijk, dat is het wandelpad langs de Dommel, wordt benaderd. Daarbij vallen de zware muren van de begraafplaats op. Deze maakten oorspronkelijk deel uit van de oude Sint-Maartenskerk. Om de kerk heen staat nog een langgevelboerderij en enkele oude huizen zoals Domus Aqua. Het pleintje voor de kerk, die in gebruik is bij de Protestantse Gemeente, is met natuurkeien geplaveid.
Voor het overige is Eerschot een straatdorp dat zich ten westen van het centrum van Sint-Oedenrode bevindt.